# Джейсон Панчеон
Джейсон Панчеон (англ. Jason Puncheon, нар. 26 червня 1986, Кройдон) — англійський футболіст, півзахисник кіпрського клубу «Анортосіс».
Виступав, зокрема, за клуб «Крістал Пелес».

## Ігрова кар'єра
У дорослому футболі дебютував 2003 року виступами за команду «Мілтон-Кінс Донс», у якій провів три сезони, взявши участь у 42 матчах чемпіонату. 
Згодом з 2006 по 2013 рік грав у складі команд «Барнет», «Плімут», «Мілтон-Кінс Донс», «Саутгемптон», «Міллволл», «Блекпул» та «КПР».
Своєю грою за останню команду привернув увагу представників тренерського штабу клубу «Крістал Пелес», до складу якого приєднався 2013 року. Відіграв за лондонський клуб наступні шість сезонів своєї ігрової кар'єри. Більшість часу, проведеного у складі «Крістал Пелес», був основним гравцем команди.
Протягом 2019—2022 років захищав кольори клубів «Гаддерсфілд Таун» та «Пафос».
До складу клубу «Анортосіс» приєднався 2022 року.